# Radicaal 111
Radicaal 111 is een van de 23 van de 214 Kangxi-radicalen dat bestaat uit vijf strepen.
In het Kangxi-woordenboek zijn er 64 karakters die dit radicaal gebruiken.

## Karakters met het radicaal 111
| Strepen | Karakter |
| ------- | -------- |
| + 0     | 矢       |
| + 2     | 矣       |
| + 3     | 矤 知    |
| + 4     | 矦 矧 矨 |
| + 5     | 矩       |
| + 6     | 矪 矫    |

Orakelbotkarakter
Bronskarakter
Groot zegelkarakter
Klein zegelkarakter